# کیتسبوهل
کیتزبوهل (به آلمانی: Kitzbühel) یک شهر در اتریش است که در Kitzbühel District واقع شده‌است. کیتزبوهل ۸٬۲۰۴ نفر جمعیت دارد.

## خواهرخوانده
شهرهای باد زوندن آن در تاونوس، توگانه، چیبا و روی ملمزون خواهرخوانده‌های کیتزبوهل هستند.

## نگارخانه

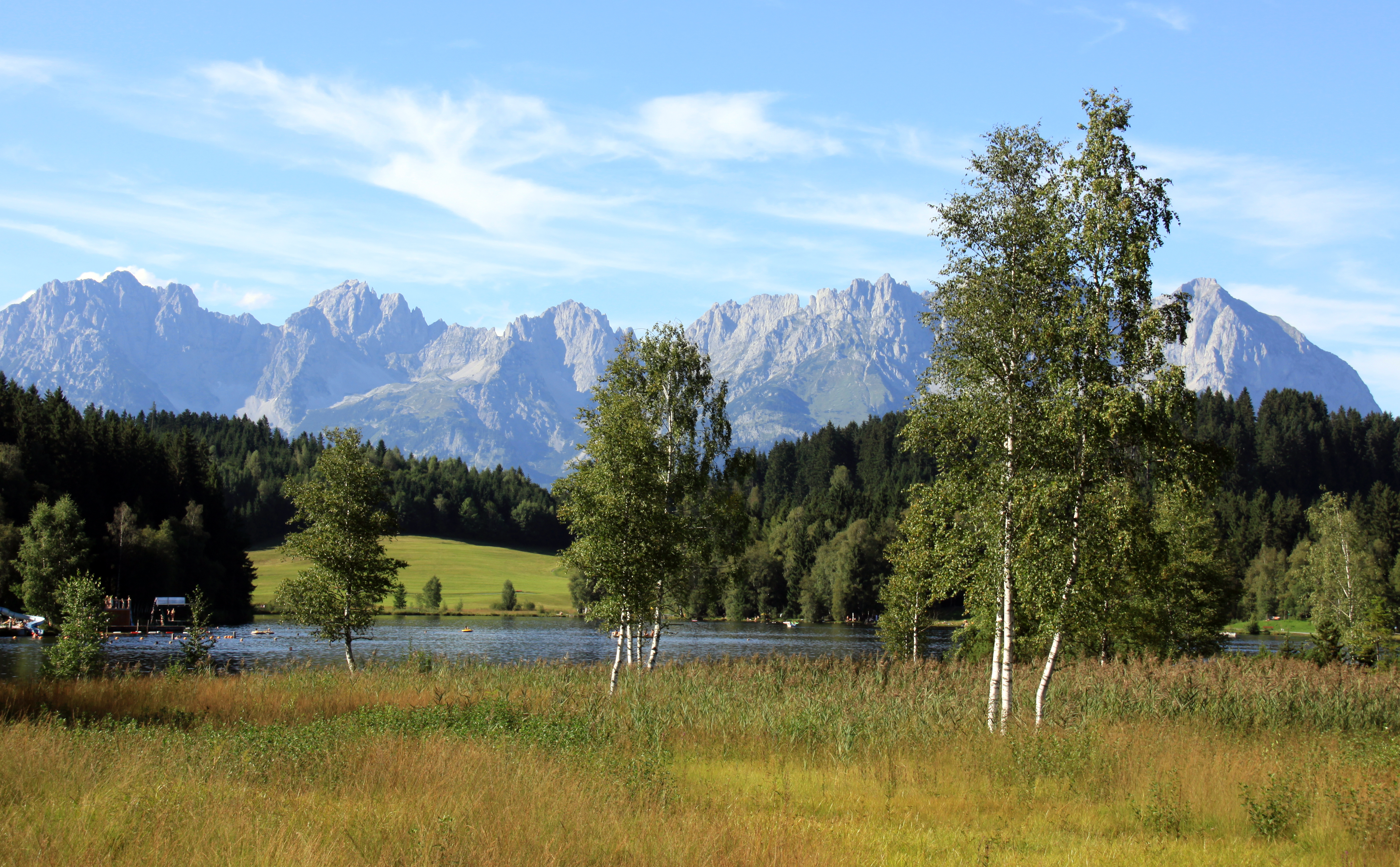
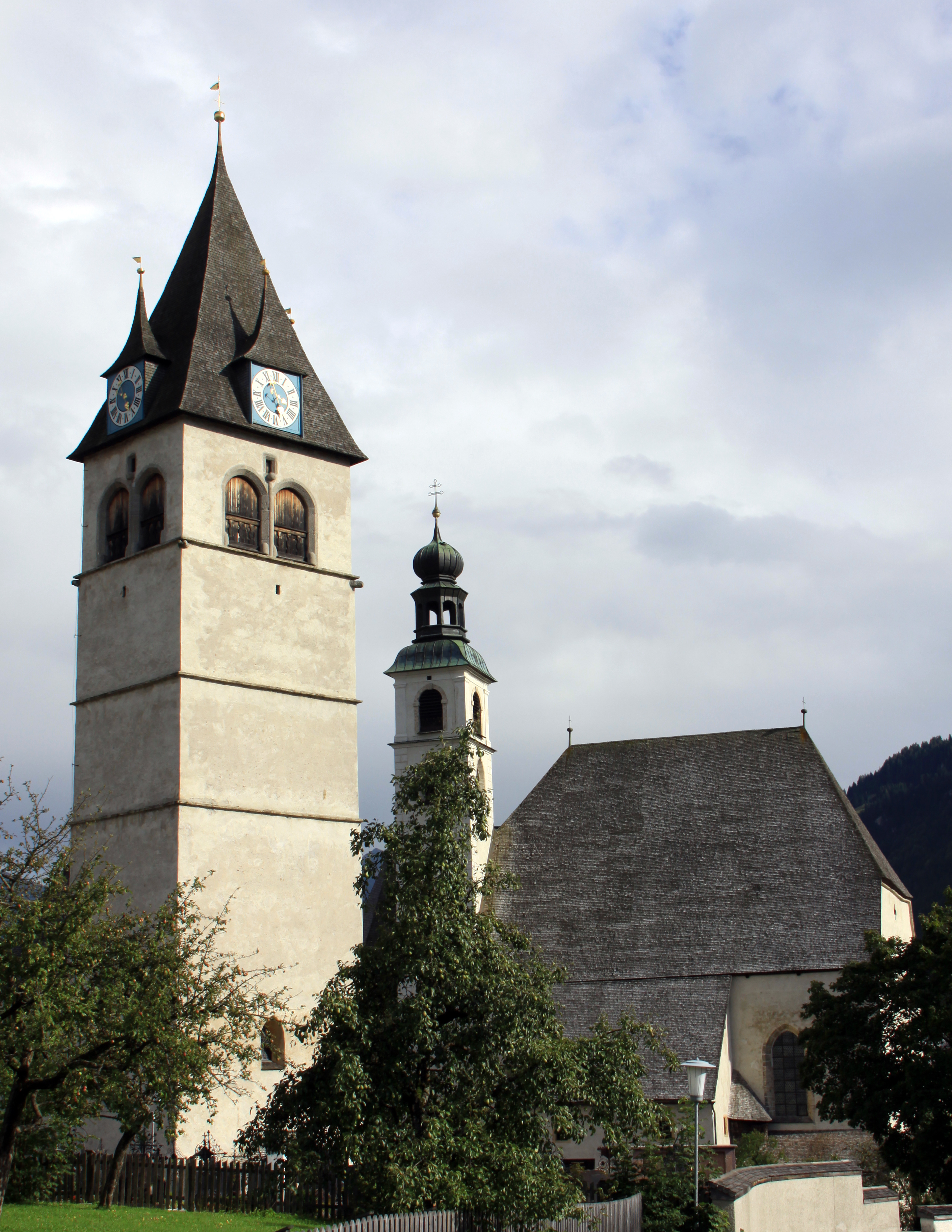
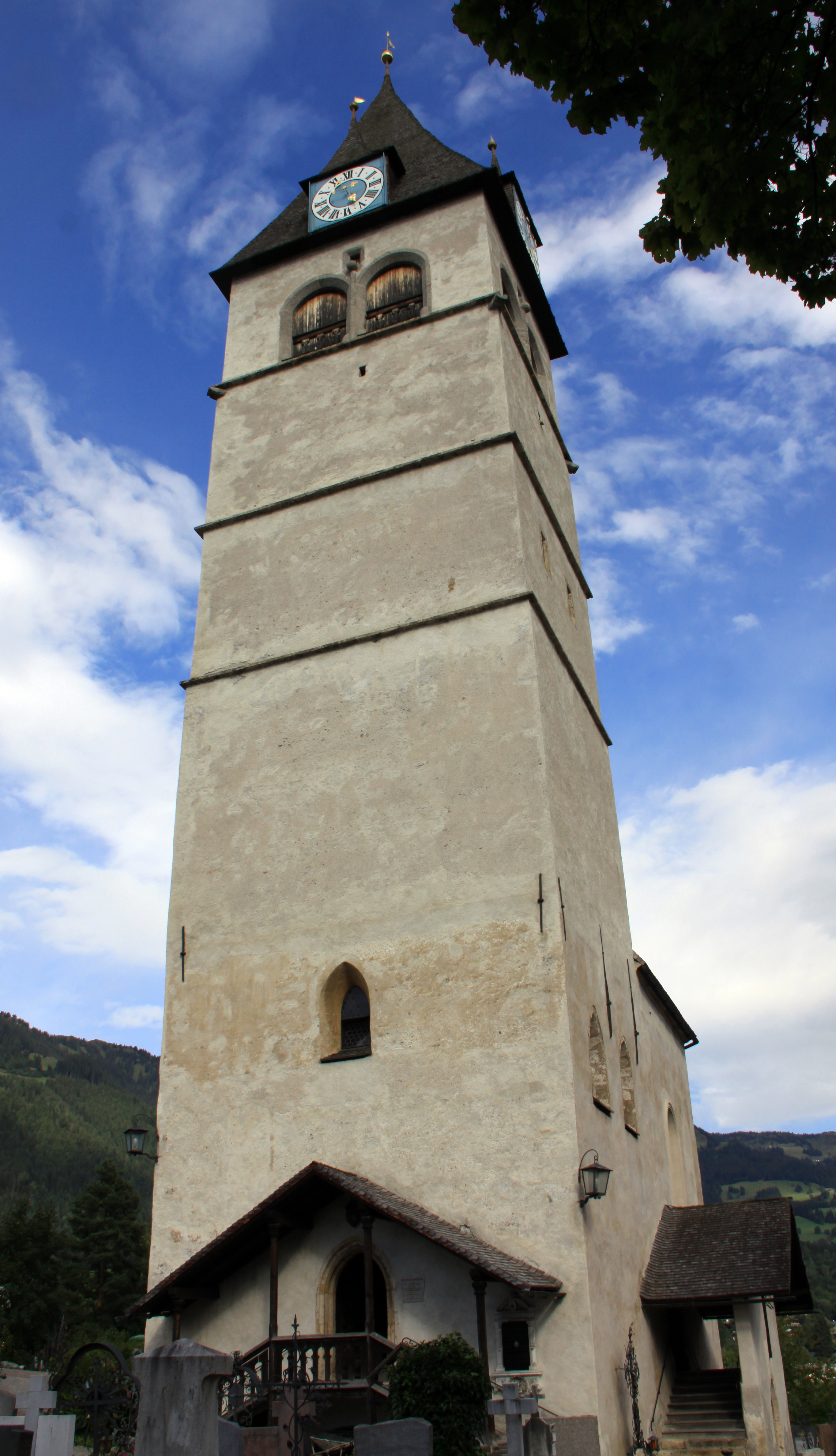
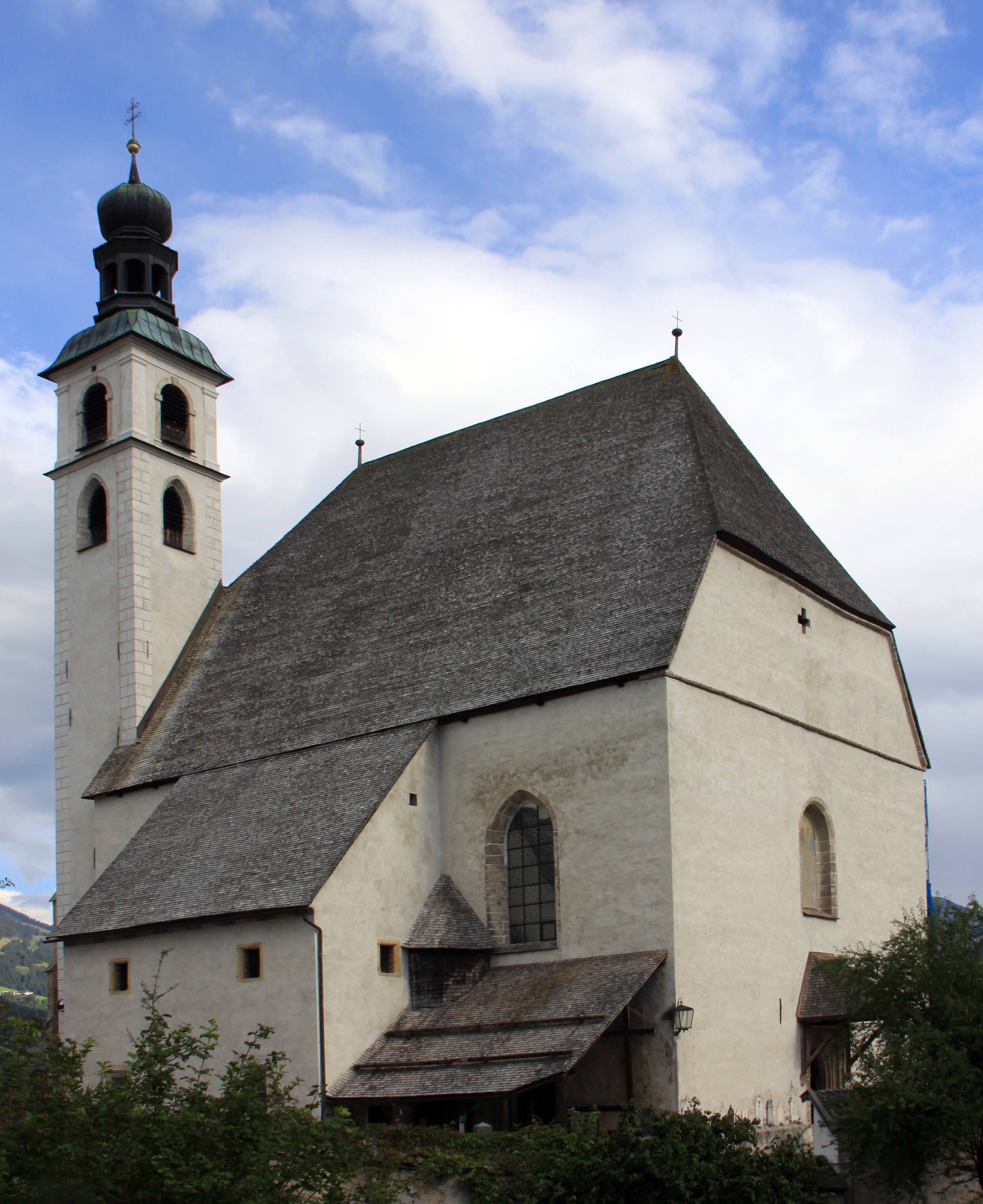
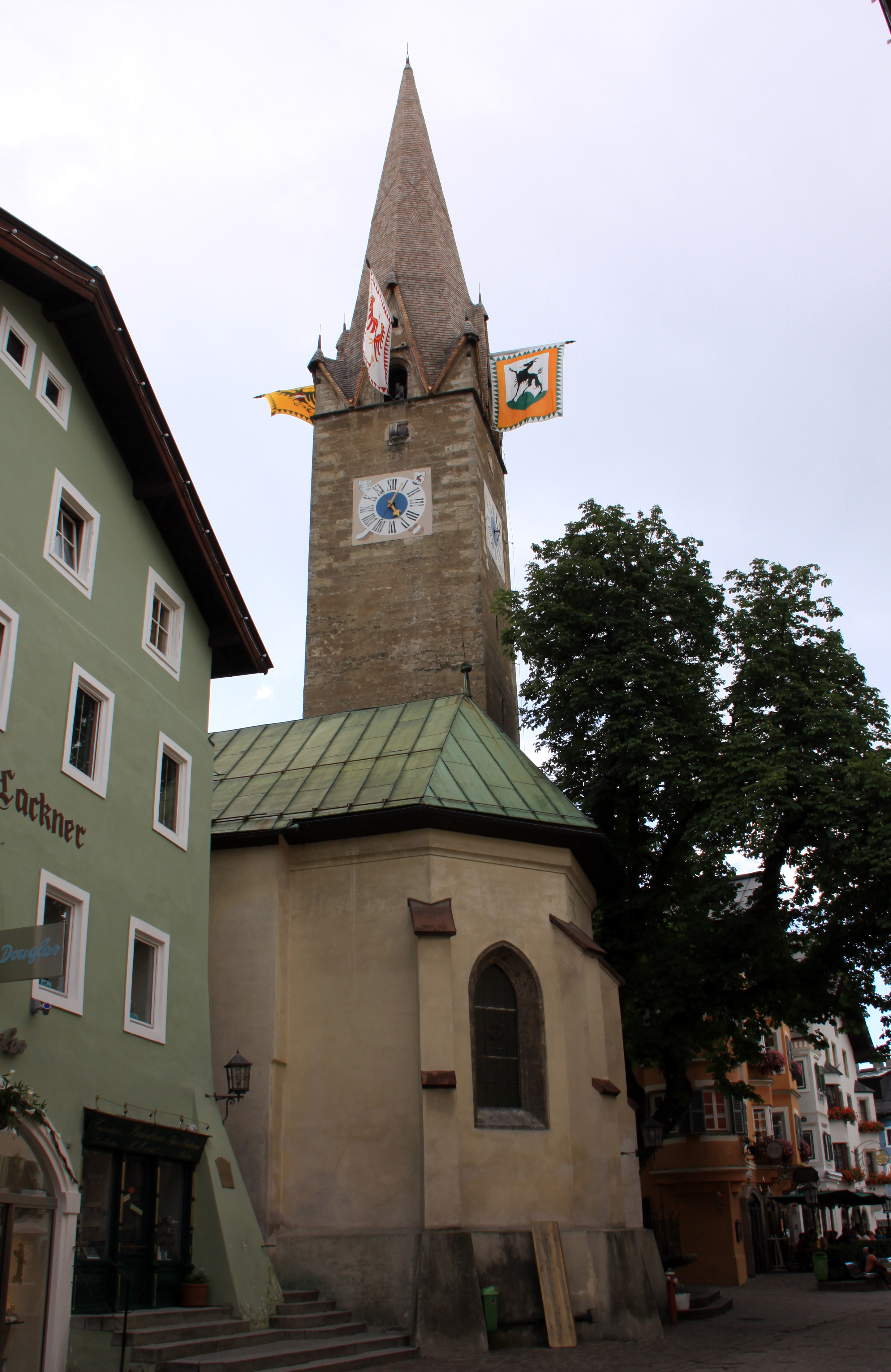
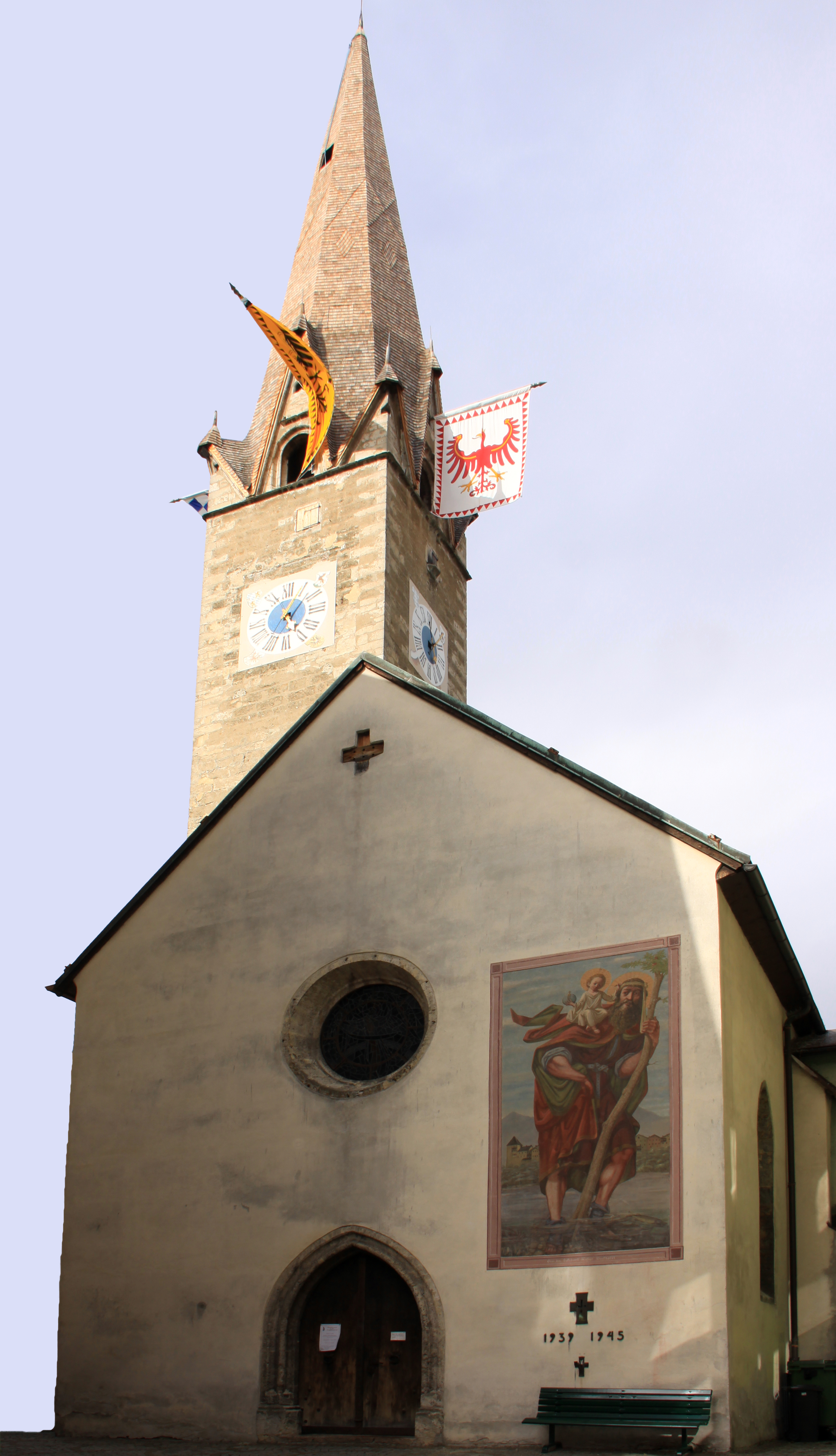
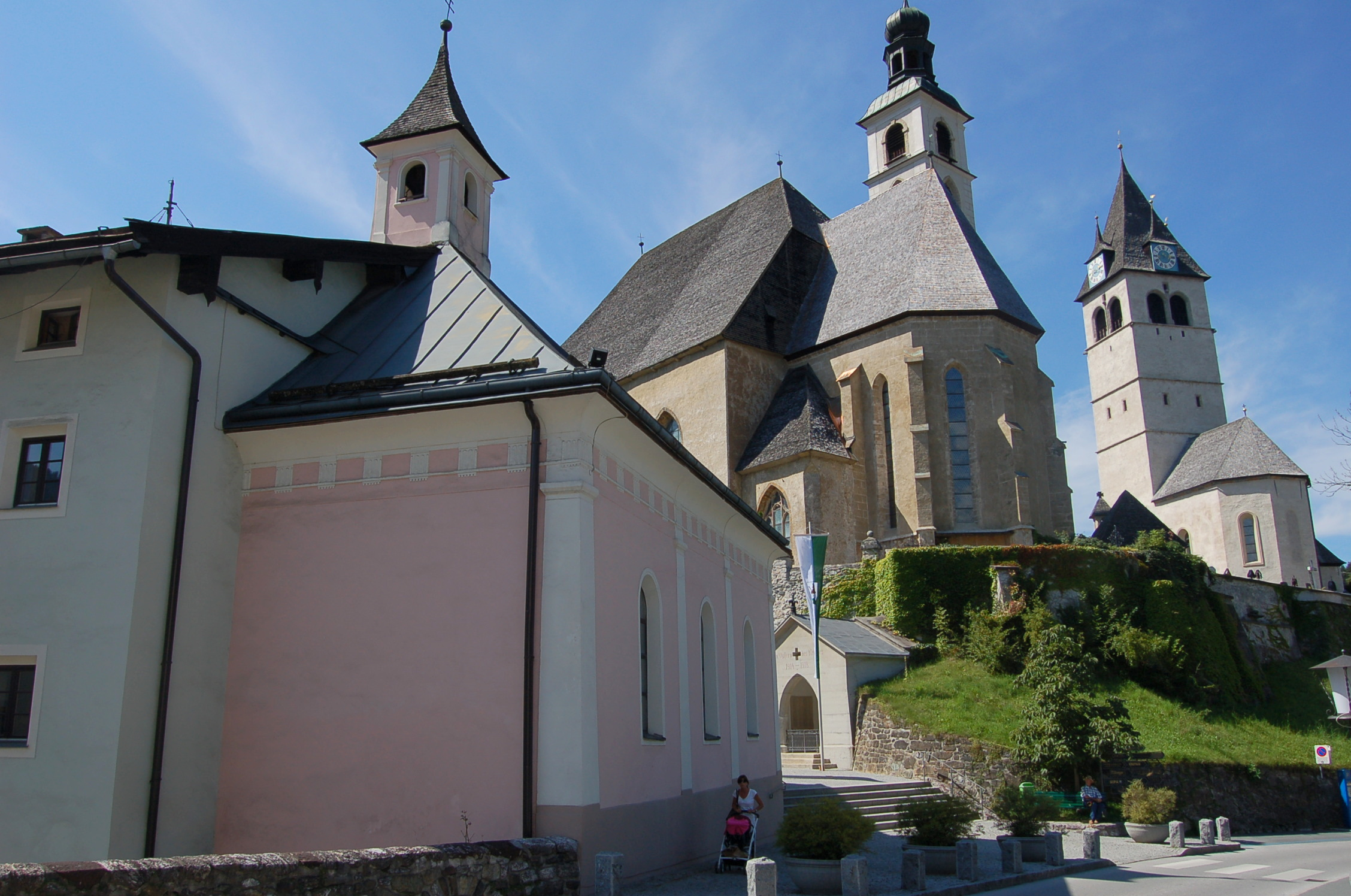
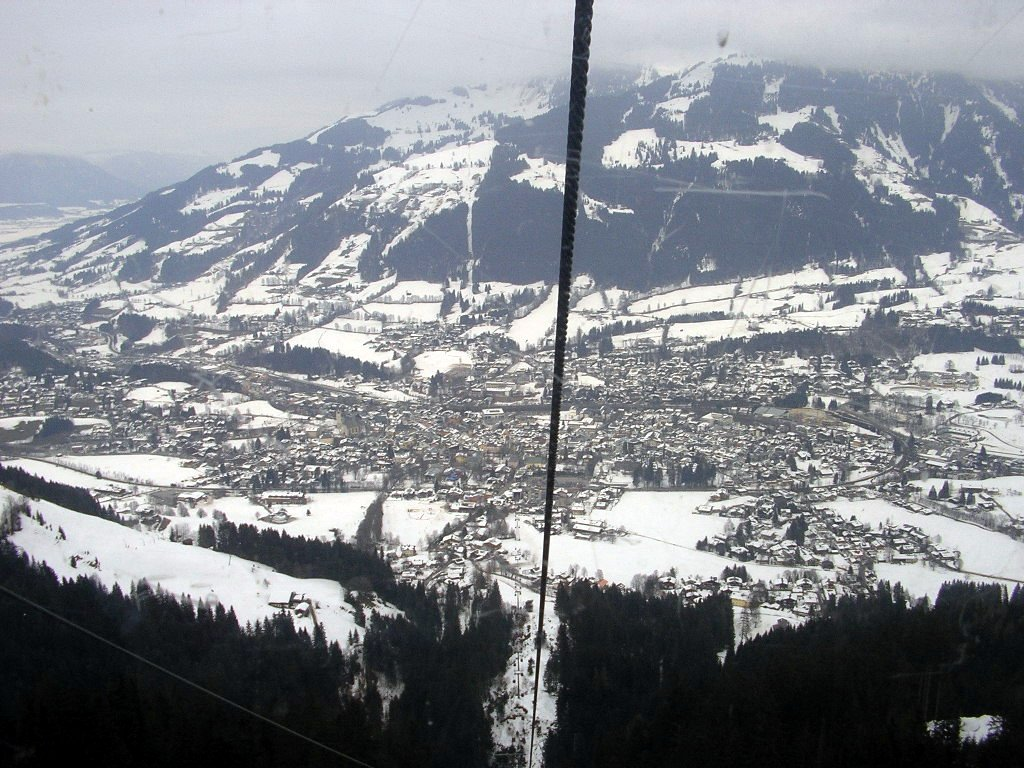